# Teardrops on My Guitar
Singles de Taylor Swift
Tim McGraw
(2006) Our Song
(2007)
Teardrops on My Guitar est le second single de la chanteuse américaine de country pop Taylor Swift. Il est issu de l'album Taylor Swift à la suite de son premier single Tim McGraw.
La chanson traite d'un amour non-réciproque. Swift affirme également que c'est au sujet des sentiments contradictoires d'aimer quelqu'un et vouloir lui de vous aimer en retour et voulant qu'ils soient heureux. Dans une vidéo derrière les scènes, Taylor Swift révèle que la chanson a été écrite sur un camarade de classe. On peut apercevoir dans ce clip le chanteur et acteur américain Tyler Hilton.
Au Royaume-Uni, la chanson a été publiée en tant que second single de son premier album en juin 2009.

## Composition
Bien que Teardrops on my guitar soit issu de l'album de country Taylor Swift, PopMatters affirme qu'il est presque impossible de déceler de la country dans ce titre, qui serait davantage affilié à la pop..
James E. Perone, professeur de musique à l'Université de Mount Union, note que la partie principale de la mélodie de la chanson se situe dans la tessiture vocale où Taylor Swift semble le plus à l'aise. Il estime que Swift, en tant qu'autrice-compositrice, a intentionnellement joué sur ses propres points forts vocaux.

## Impact
Le single Teardrops on My Guitar révèle Taylor Swift au grand public. En 2008, il atteint le rang no 13 au Billboard Hot 100. Il contribue à faire de Swift l'artiste ayant vendu le plus de disques aux États-Unis en 2008.
Teardrops on My Guitar est considéré comme un classique de son répertoire, et comme l'une de ses plus belles chansons d'amour par The Telegraph.

## Critiques

### Classement critique dans la discographie de Swift
| Magazine      | Nom du classement                                 | Rang | Année | Réf.  |
| ------------- | ------------------------------------------------- | ---- | ----- | ----- |
| Variety       | Les 75 meilleurs chansons de Taylor Swift         | 52   | 2024  | [ 8 ] |
| Rolling Stone | Toutes les 274 chansons de Taylor Swift, classées | 93   | 2024  | [ 9 ] |